# سمعليل
قرية سمعليل قرية من ناحية تلدو التابعة لمنطقة حمص محافظة حمص. تبعد عن المدينة حوالي 18 كم في جهة الشمال الغربي على طريق حمص - تلدو. اسمها مشتق من الآرامية بمعنى إله إسماعيل، فيها العديد من المواقع الأثرية.السكان من التركمان السنة ويوجد بعض العائلات العربية.يهتم أهل القرية بالتعليم حيث انه يوجد فيها اساتذة في الجامعات وعدد كبير من الجامعيين وخريجي المعاهد بكافة التخصصات. يوجد في القرية مدرستين للمرحلة الأولى والثانية وتم الانتهاء من بناء مدرسة جديدة وحديثة. تهتم بزراعة القمح والعنب والزيتون والذرة البضاء والحمص والشعير والخضراوات. يتكلم التركمان في القرية لغة تركية قديمة هي عبارة عن خليط يحوي الكثير من المفردات العربية.لا تزال القرية تعاني من نقص الخدمات المختلفة. يعتز أهل القرية بأصولهم التركمانية وانتمائهم لوطنهم سورية وفي السنوات الماضية قلّ الاهتمام باللغة التركمانية وأصبحت اللغة والعادات العربية أكثر تداولاً بين الأهالي.